# Parafia Świętych Konstantyna i Heleny w Berlinie
Parafia Świętych Konstantyna i Heleny – jedna z czterech rosyjskich parafii prawosławnych w Berlinie. Założona w latach 80. XX wieku z inicjatywy miejscowej rosyjskiej społeczności prawosławnej. Jej świątynią parafialną jest wzniesiona w 1893 dawna cerkiew cmentarna św. Konstantyna i św. Heleny.